# Ngaluran
Ngaluran is een bestuurslaag in het regentschap Demak van de provincie Midden-Java, Indonesië. Ngaluran telt 8401 inwoners (volkstelling 2010).